# Walter Hellebrand
Walter Hellebrand (* 11. Juni 1907 in Wien; † 21. September 1998 in Lonay) war ein deutscher Rechtswissenschaftler.

## Leben
Walter Hellebrand, der Sohn des Geodäten Emil Hellebrand (1877–1957), studierte nach der Matura die Rechte an der Universität Wien und wurde 1931 zum Dr. iur. promoviert. Anschließend vertiefte er seine Studien an den Universitäten zu Innsbruck und München, wobei er sich besonders auf antike Rechtsgeschichte spezialisierte.
Politisch bewegte sich Hellebrand damals im rechten Spektrum: zum 11. Dezember 1930 trat er der NSDAP bei (Mitgliedsnummer 362.221). Nach dem Verbot der NSDAP in Österreich (1933) emigrierte Hellebrand 1934 ins Deutsche Reich, um dort seine akademische Laufbahn anzutreten. Zunächst arbeitete er als außerplanmäßiger Assistent an der Juristischen Fakultät der Universität Leipzig, wo er sich 1936 mit einer Studie über das Recht der Ptolemäerzeit habilitierte. Von 1936 bis 1939 arbeitete er als Assistent am Institut für Rechtsgeschichte des alten Orients der Berliner Universität, die ihn 1937 zum Dozenten für juristische Papyrologie, griechisch-hellenistisches und römisches sowie bürgerliches Recht ernannte.
Ab 1939 vertrat Hellebrand juristische Lehrstühle in Kiel, Rostock und Halle (Saale). Während des Zweiten Weltkriegs diente er ab 1941 in der Dolmetscher-Ersatzabteilung des Oberkommandos des Heeres. Die Ernennung zum außerordentlichen Professor in Halle (1944) konnte er nicht lange genießen: Gegen Kriegsende geriet er in Gefangenschaft und wurde an der Universität Halle entlassen. Nach seiner Entlassung nach Österreich ging er an die Universität Heidelberg, wo er 1952 als „Professor zur Wiederverwendung“ angestellt wurde. 1958 wurde er zum außerordentlichen Professor für Rechtsgeschichte des Altertums, insbesondere römisches und griechisches Recht ernannt. 1972 wurde er emeritiert.
Hellebrands Forschungsarbeit umfasste die römische und griechische Rechts- und Religionsgeschichte und die griechische Rechtsphilosophie ebenso wie neuzeitliche Wissenschaftsgeschichte und methodische Fragestellungen. Er verfasste auch Artikel für Paulys Realenzyklopädie der klassischen Altertumswissenschaft (RE).

## Schriften (Auswahl)
- Das Prozesszeugnis im Rechte der gräko-ägyptischen Papyri. Erster Teil: Die Funktion des Zeugen im ptolemäischen Verfahrensrecht. München 1934 (Habilitationsschrift)
- Arbeitsrechtliches in den Zenon-Papyri. In: Festschrift für Paul Koschaker Band III, Weimar 1939, S. 241–267
- Die juristische Funktion der Rechtsgeschichte. In: Ius et lex. Festgabe zum 70. Geburtstag von Max Gutzwiller. Basel 1959, S. 135–147